# Hutchins (Wisconsin)
Hutchins es un pueblo ubicado en el condado de Shawano en el estado estadounidense de Wisconsin. En el Censo de 2010 tenía una población de 600 habitantes y una densidad poblacional de 6,91 personas por km².

## Geografía
Hutchins se encuentra ubicado en las coordenadas 44°58′58″N 89°2′3″O / 44.98278, -89.03417. Según la Oficina del Censo de los Estados Unidos, Hutchins tiene una superficie total de 86.78 km², de la cual 86.51 km² corresponden a tierra firme y (0.31%) 0.27 km² es agua.

## Demografía
Según el censo de 2010, había 600 personas residiendo en Hutchins. La densidad de población era de 6,91 hab./km². De los 600 habitantes, Hutchins estaba compuesto por el 93.67% blancos, el 0% eran afroamericanos, el 1.83% eran amerindios, el 1.5% eran asiáticos, el 0% eran isleños del Pacífico, el 0.67% eran de otras razas y el 2.33% pertenecían a dos o más razas. Del total de la población el 1.83% eran hispanos o latinos de cualquier raza.